# Thành hệ Cloverly
Thành hệ Cloverly là một thành hệ địa chất vào kỷ Phấn trắng sớm, từ tầng Apt cho tới tầng Alba. Nó nắm ở Montana, Wyoming, Colorado và Utah ở phía Tây nước Mỹ.

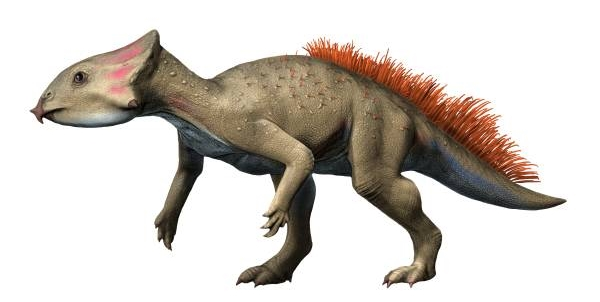
Aquilops

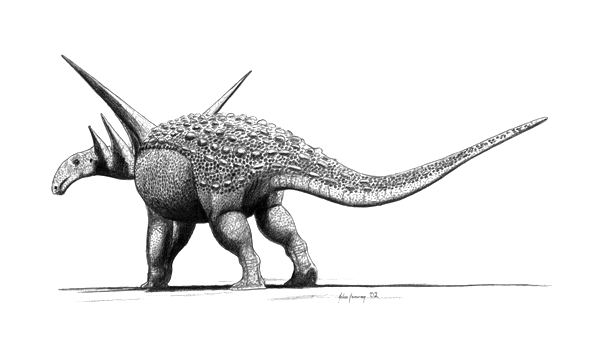
Sauropelta

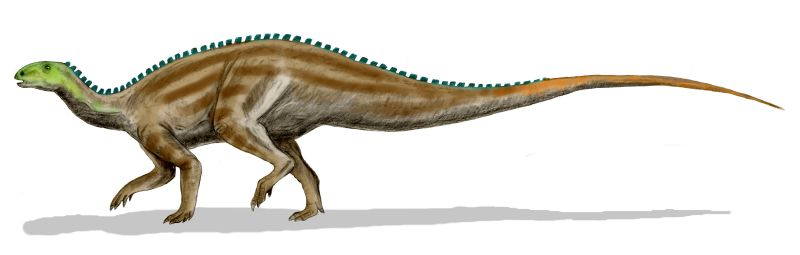
Tenontosaurus

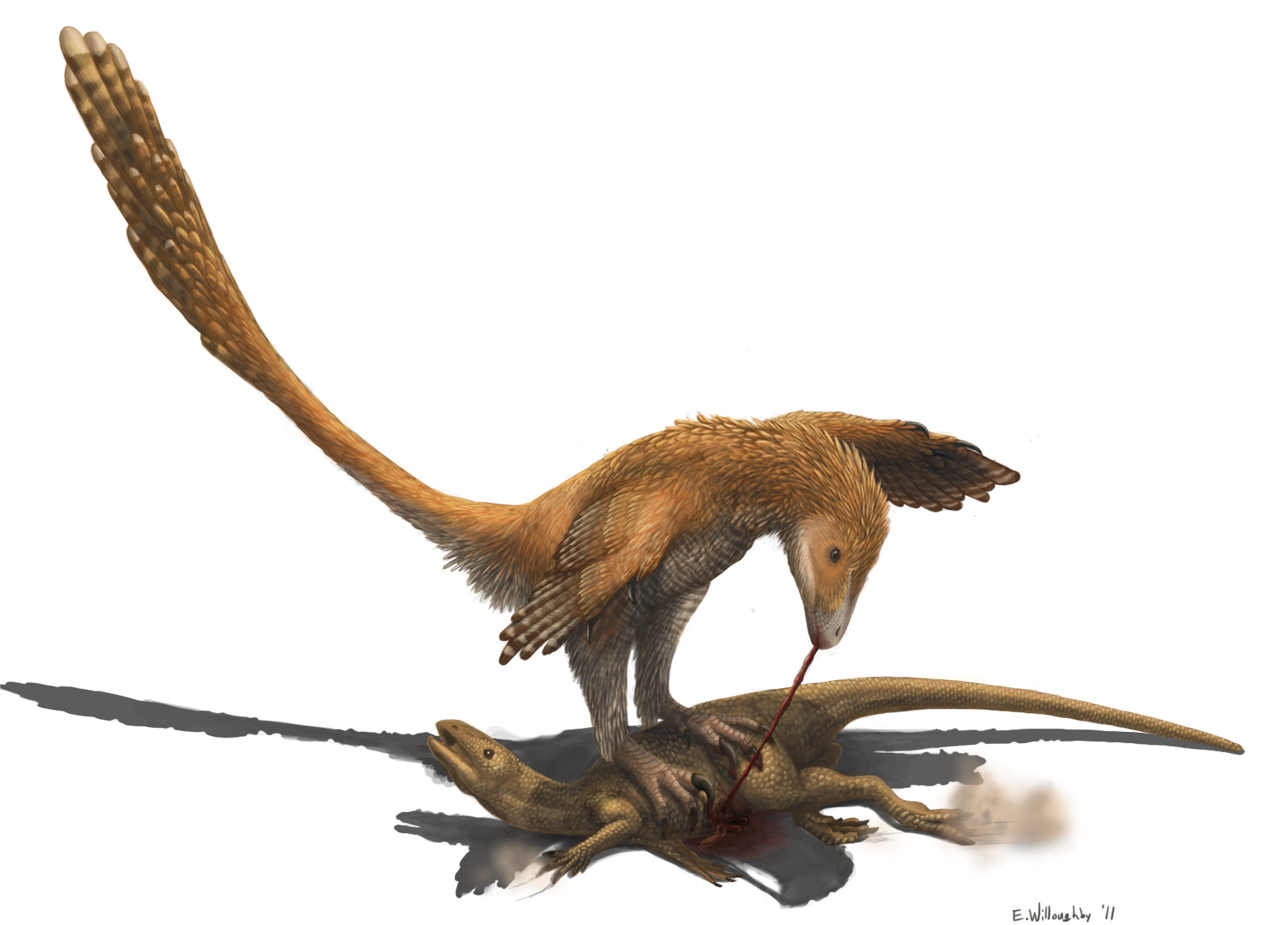
Zephyrosaurus